# Хагібіс (тайфун)
Тайфун «Хагібіс» (англ. Typhoon Hagibis) — надзвичайно сильний і великий тропічний циклон, який спричинив широкі руйнування в Японії. Це був найсильніший тайфун, що вразив материкову Японію за останні десятиліття, і один із наймасштабніших тайфунів, коли-небудь зареєстрованих, з максимальним діаметром 825 морські милі (950 миль; 1529 км). Тайфун привернув увагу світових ЗМІ, оскільки він сильно вплинув на Чемпіонат світу з регбі 2019 року, який проводила Японія. Хагібіс також був найсмертоноснішим тайфуном, який обрушився на Японію після тайфуну «Фран» у 1976 році.
2 жовтня 2019 року Хагібіс виник із зони низького тиску, яка утворилась за пару сотень миль на північ від Маршаллових островів. Об’єднаний центр попередження про тайфуни видав попередження про утворення тропічного циклону, зазначивши, що мінімум може швидко посилитися, якщо його ідентифікують як тропічну депресію. Наступного дня, 3 жовтня Японське метеорологічне агентство та Об’єднаний центр попереджень про тайфуни почали видавати рекомендації щодо тропічної депресії 20W. Депресія залишалася такою ж інтенсивністю, коли рухалася на захід до Маріанських островів 4 жовтня, але 5 жовтня 20W почав швидко посилюватися .і рано того ж дня система отримала назву «Хагібіс» що означає «швидкість» філіппінською. Температура поверхні моря та зсув вітру стали надзвичайно сприятливими для тропічного циклогенезу, і Хагібіс почав надзвичайно швидку інтенсифікацію 6 жовтня та став супертайфуном 5 категорії менш ніж за 12 годин – другим у сезоні тихоокеанських тайфунів 2019 року. Підійшовши ближче до незаселених районів Маріанських островів, Хагібіс продемонстрував відмінну конвекцію, а також чітку циркуляцію. Система розробила око та досягла Північних Маріанських островів з максимальною інтенсивністю, з 10-хвилинним стійким вітром 195 км/год (120 миль/год) і центральним тиском 915 гПа (27,02 дюйма рт . ст.).
Взаємодія суші не сильно вплинула на Хагібіс, але в міру того, як система продовжувала рухатися на захід, вона пройшла цикл заміни ока, який є звичайним для всіх тропічних циклонів подібної інтенсивності. Внутрішня стінка ока була позбавлена необхідної вологи, і Хагібіс почав слабшати, але шторм розвинув велике, наповнене хмарами око, яке потім стало чистим, і Хагібіс знову зміцнів, щоб досягти свого другого піку. Подорожуючи до Японії, Хагібіс зіткнувся з сильним вертикальним зсувом вітру, і його внутрішня стінка ока почала деградувати, а зовнішні стінки ока швидко розмивалися, коли її центр став оголюватися. 12 жовтня Хагібіс обрушився на Японію о 19:00 вечора за японським стандартним часом (10:00 UTC ) на півострові Ідзу поблизу Сідзуоки. Потім через годину о 20:00 вечора за японським стандартним часом (11:00 UTC ), Хагібіс вдруге вийшла на узбережжя Японії в районі Великого Токіо. Швидкість зсуву вітру становила 60 вузлів (69 миль/год; 111 км/год), і конструкція Хагібіса розірвалася на частини, коли він мчав зі швидкістю 34 вузли (39 миль/год; 63 км/год) на північний-схід у бік більш несприятливих умов. 13 жовтня Хагібіс став екстратропічним мінімумом, і JMA та JTWC випустили свої остаточні рекомендації щодо системи. Однак позатропічний залишок Хагібіса зберігся більше тижня, перш ніж розсіятися 22 жовтня. Хагібіс спричинив катастрофічні руйнування на більшій частині східної Японії. Хагібіс викликав великий торнадо 12 жовтня, який вразив район Ітіхара префектури Тіба під час проходження Хагібіса; торнадо разом із землетрусом магнітудою 5,7 біля узбережжя завдали додаткової шкоди тим районам, які були пошкоджені Хагібісом.  Хагібіс завдав збитків на суму 17,9 мільярдів доларів США (2019 рік), що зробило його найдорожчим тайфуном в історії..

## Метеорологічна історія

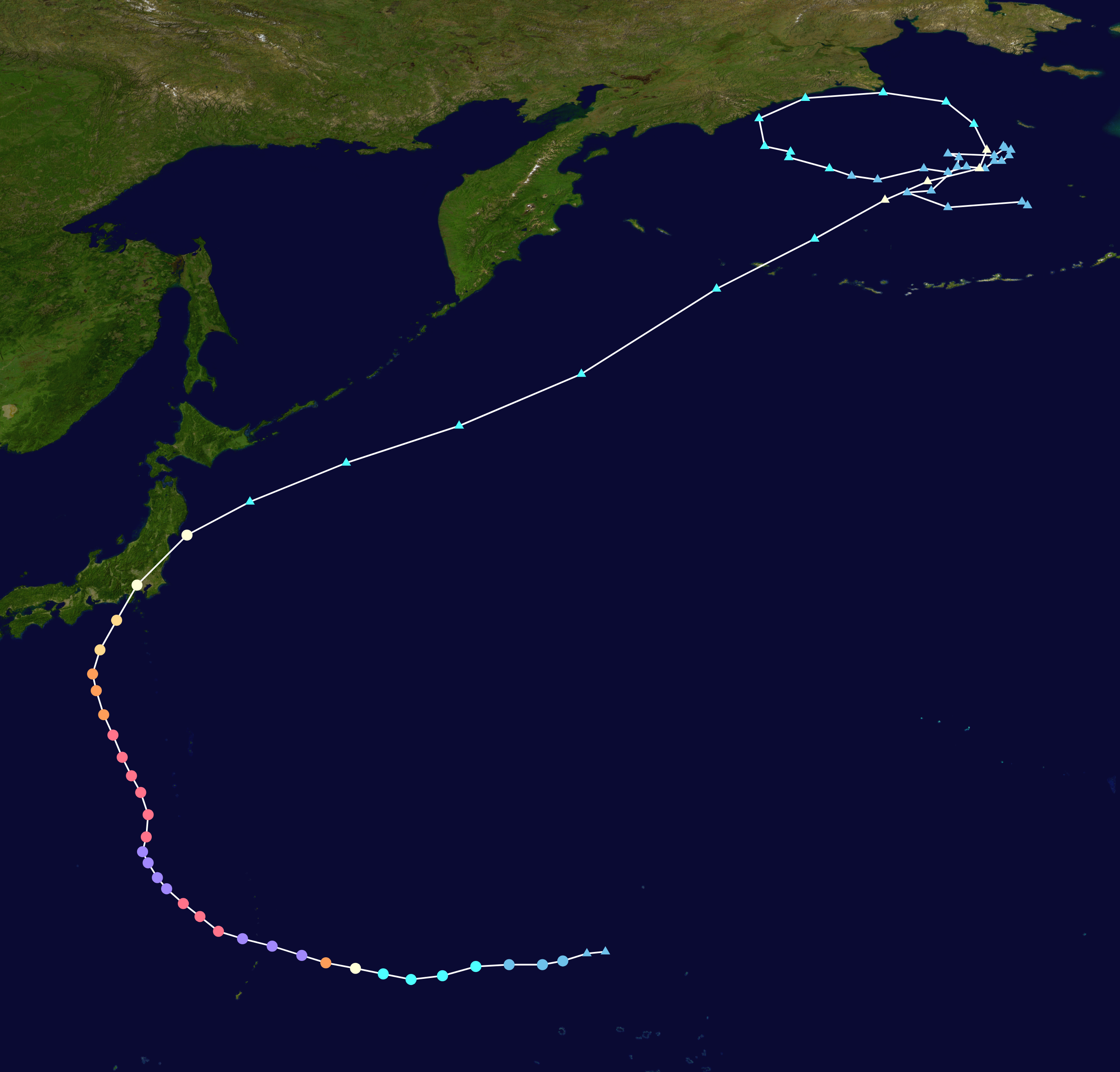
Карта шляху і інтенсивності Тайфуну Хагібіс